# Esterilización forzada en los Estados Unidos
La esterilización forzada es el proceso de terminar permanentemente con la capacidad reproductora de una persona sin su consentimiento.

## Historia de la esterilización forzada
A finales del siglo XIX y principios del XX se introdujo la esterilización forzada en los Estados Unidos como una manera de controlar la inmigración, así como por razones eugenésicas.
A principios del año 1900, la Corte Suprema permitió a los estados aprobar leyes estatales de esterilización, dándoles la posibilidad de legislar para hacer obligatoria la esterilización de ciertos grupos de personas. A raíz de este veredicto, treinta estados aprobaron leyes con las que se arrogaban el derecho a decidir quiénes debían ser esterilizados basándose en lo que consideraban debilidad mental, un término muy ambiguo, que generalmente se aplicaba a minorías étnicas específicas y a ciudadanos de clase baja. 
Tras la Segunda Guerra Mundial, las prácticas de esterilización se redujeron en muchos estados debido a la escasez de cirujanos, y a por el rechazo de la opinión pública a las técnicas de esterilización en el Nazismo de Alemania. 
Algunos respetados científicos de Estados Unidos iniciaron movimientos a favor de la eugenesia, como Sir Francis Galton, que manipuló datos genéticos de las anomalías de especies vegetales, comparándolos con la genética de los humanos “no aptos” para justificar la esterilización de miembros de minorías étnicas excusándose en la necesidad de interrumpir la reproducción de rasgos “defectuosos" de dichas minorías. El nacimiento de la "raza superior" marcó el inicio del genocidio racial: los eugenistas de California creían que la falta de talento, la pobreza y las discapacidades físicas se debían a rasgos hereditarios que deberían ser mejorados con la esterilización de las personas consideradas inferiores. Los resultados de las pruebas genéticas se convirtieron en el fundamento para la privación de servicios de salud y otros recursos.
En las décadas de 1950 y 1960, al aumentar el grado de bienestar, la esterilización se convirtió de nuevo en una forma popular de control de la natalidad, pero el avance de los derechos reproductivos de las mujeres hizo que la esterilización volviera a considerarse poco ética. Las mujeres amerindias también sufrieron la esterilización forzosa: a menudo, los médicos alentaban a estas mujeres a someterse a una esterilización como forma de control de natalidad, que se les practicaba rápidamente, y en muchos casos, sin que tuvieran una plena comprensión de sus repercusiones. A pesar de las preocupaciones éticas sobre esta práctica que se plantearon desde el principio, la esterilización forzada siguió siendo una práctica bastante común en Estados Unidos hasta la década de 1970.
Muchos de los estados que aprobaron leyes de esterilización han pedido disculpas públicas, pero muchos sabios creen que aún queda mucho por hacer al fin de corregir los errores que se han producido en los Estados Unidos en la forma de esterilización forzada.
La castración quirúrgica se ha usado para controlar la sociedad durante siglos. Guardias de la prisión de mujeres presas en la antigüedad eran tradicionalmente castrados para evitar la interacción sexual entre ellos y sus prisioneras. Muchos fármacos de esterilización, tales como MPA, se han utilizado como tratamiento a los delincuentes sexuales desde la década de 1960. Algunos de estos medicamentos no están aprobados oficialmente por la FDA. Delincuentes sexuales masculinos han sido los objetivos reciente de los agentes de esterilización para disminuir su actividad. 3-6% de los niños y 12-28% de las niñas son víctimas antes de cumplir los 18. Estas estadísticas se consideran razón suficiente para usar drogas de esterilización a los delincuentes sexuales en prisión. En 1996, California se convirtió en el primer estado en autorizar el uso de químicos o la castración física para ciertos delincuentes sexuales que son liberados de vuelta a su comunidad. En la actualidad, nueve estados de los EE. UU. dan permiso para la castración de los delincuentes sexuales condenados. 
El objetivo del movimiento eugenésico en los Estados Unidos durante la primera mitad del siglo XX fue para evitar la degeneración de la raza blanca. Una táctica central del movimiento de la esterilización involuntaria de personas etiquetadas como débiles mentales. Un análisis de la práctica de la esterilización eugenésica da una idea de cómo se entrelazan fundamentalmente los conceptos de género, raza, clase y discapacidad. Stubblefield sostiene que a principios del siglo XX, el concepto de debilidad mental llegó a funcionar como un concepto paraguas que vínculo fuera la etnicidad blanco, la pobreza, y las concepciones de género con falta de carácter moral en conjunto y que la mentalidad débil, así entendida, funcionó como el significado de blancura manchada.
La esterilización forzada de las mujeres es otra manera de aislarla de sus comunidades, no solo afecta a su capacidad de reproducirse, pero su nivel de identidad como mujer y su autoestima. Las mujeres VIH-positivas en África del Sur se ven obligadas a someterse a la esterilización, simplemente porque tienen el VIH. La gente en África del Sur quiere que las mujeres con VIH se esterilicen, ya que son vistos como sucias. Para llevarse de acuerdo con esta lucha, las mujeres que tienen el VIH se esterilizan, los ataques a la cara en su identidad y autoestima, porque en sus comunidades si no pueden dar a luz, entonces se considerarán sin valor. El ataque que las mujeres VIH positivas reciben no solo se basa en su salud actual, pero la llamada solución a su salud (esterilización), y que solo los separa más de su comunidad. En general esto tiene graves consecuencias, ya que crea un clima en el que las mujeres de Sudáfrica evitan centros médicos para no hacerse la prueba de VIH y en caso de darse positivo no verse obligada a la esterilización, esto crea una situación de peligro en la salud de estas mujeres.
El patriarcado, la clase y la raza se han sobrepuesto en el tema de la esterilización forzada y elegidos, en los Estados Unidos. Algunos autores, como Johanna Schoen, juntan casos históricos de las mujeres que querían ser esterilizados pero que no pudieron con los casos de mujeres que fueron forzadas a la esterilización. Para las mujeres que querían la esterilización, la forma más fácil de lograrlo era en insistir en que su etnicidad no era blanco y su estado de pobreza, así como embellecer cuentos de la carga que produce la maternidad y su promiscuidad, y eso se sumaba a los estereotipos de la mujer a quien el estado quería esterilizar. Schoen opta por centrarse en la historia de la esterilización y la anticoncepción en Carolina del Norte, porque el estado permite el acceso a sus registros históricos sobre el tema. Ella concluye que las mujeres pobres, ante la falta de acceso médico, se les negó a menudo la esterilización cuando querían, lo que les llevó a embellecer sus razones para necesitar, o forzadas a la esterilización no deseada a la voluntad del Estado.

## Complejo Industrial de Prisiones
Los encarcelamientos minan la salud y los derechos de las mujeres embarazadas y las que son madres. Las cárceles no solo reflejan las desventajas sociales, pero también las refuerzan. Muchas mujeres aprenden por las malas que estar en la cárcel a menudo significa que se les niega el derecho a tomar decisiones por sí mismas. Se les impide tomar decisiones que alteran sus vidas como la cirugía o la continuación de un embarazo. El encarcelamiento de los hombres también les afecta ya que muchos de estos hombres son los padres quienes dejan a sus niños.

## Ligadura de la trompas
El concepto de "indeseables" es introducido por Tiesha Rashon Peal, quien discute las mujeres, especialmente las mujeres de color, así como su relación con las drogas, el alcohol y / o padres que las abandonan. Conforme se desarrollaba la historia de la eugenesia, el razonamiento detrás de la esterilización de estos indeseables era poner fin a la tendencia hereditaria de la imbecilidad como se describe en Buck v. Bell en 1927. Como resultado de estas creencias, la esterilización forzada, como la ligadura de trompas, se realizaba y se dirigía a las mujeres de color, específicamente negros, latinas, y los nativos americanos. Los hospitales y trabajadores sociales se intencionalmente ver las condiciones de estas mujeres y engañar a firmar formularios de consentimiento para la ligadura de trompas u otras formas de esterilización. Los trabajadores sociales convencían a las madres de ser esterilizadas sin que les dijeran que el procedimiento era irreversible. Otras se vieron forzados a firmar los formularios durante sus partos como condición para recibir tratamiento, pensando que estaban firmando formularios para analgésicos. En situaciones dirigidas a Latinas que no hablan Inglés, se les daban formularios de consentimiento en Inglés, ya que no podían entender lo que estaban firmando. Utilizaban la falta de educación de las mujeres para conseguir el consentimiento de manera técnicamente legal algo que ellas no querían. Lo que Peal describe es que es necesario que haya un proceso adecuado para el consentimiento para que las mujeres a quienes se les quiere hacer la ligadura de trompas puedan rechazar el procedimiento, ya que se está siendo impuesto por las fuerzas sistemáticas que se aprovechan de las mujeres de color mal informadas.

## Eugenesia

### Los afectados por la eugenesia
A principios del siglo XX se tomó una acción para evitar que personas supuestamente defectuosas que residían en los Estados Unidos se reprodujeran. 
Treinta estados aprobaron leyes entre 1907 y 1932 que permitía la esterilización involuntaria de personas etiquetadas como débiles mentales. Muchos también permitieron la esterilización a degenerados morales y pervertidos sexuales que muestran la degeneración hereditaria, una categoría que incluía la homosexualidad. En California, donde la estatura fue aprobada en 1909, los hospitales públicos, hogares para los débiles mentales, y las prisiones podían esterilizar los pacientes, y a convictos por razones terapéuticas, eugenésicas y punitivas con restricciones.
En 1911, una disposición de Iowa forzó la esterilización a criminales, idiotas, imbéciles, débiles mentales, los borrachos, los demonios de la droga, epilépticos, sifilíticos, y pervertidos morales y sexuales.
La agenda de eugenesia también incluía la prevención de mestizaje. Durante esos mismos años que las disposiciones sobre esterilización se convirtieron en leyes, treinta estados aprobaron disposiciones que prohibían el matrimonio interracial.
Las personas de color han sido objetivos de la eugenesia con el fin de regular las poblaciones de las comunidades de color. Las reproducciones de estas comunidades han tenido un discurso negativo de la criminalización, la pobreza y la mala salud. El sistema de la justicia penal ha aplicado estos estereotipos de la reproducción en las comunidades de color mediante la imposición de la esterilización como condición de obtener penas más leves cuando la gente de color, la mayor parte del tiempo las mujeres se enfrentan a un cargo penal.
Algunos autores sostienen que el uso de la esterilización obligatoria para eliminar a los tipos de personas indeseables no solo se extendió en la primera mitad del siglo XX, pero también continuó a través de ella tan tarde como a los años 1990. Estos autores señalan que las altas tasas de mujeres afroamericanas esterilizadas por la fuerza (alrededor de tres veces más que la mujer promedio) como prueba de ello. También señalan el reconocimiento por parte del gobierno de que se estaba abusando de la esterilización, la consiguiente reclasificación de quienes eran clasificados para ser esterilizadas por la fuerza, y el subsiguiente regreso a la norma. Los nuevos criterios resultaron imprecisos y permitieron la discreción de los funcionarios que podrían ser parcial, y rara vez se hacen cumplir de todos modos. Los autores sostienen que el problema con esto es que estas leyes no discriminan en su cara, entre ricos y pobres, blanco y negro, casados y solteros, pero que estadísticamente hablando, se hizo mucho en la práctica.
La eugenesia se ha dirigido principalmente a las minorías en el pasado. Por ejemplo, en el estado de Alabama, once mujeres jóvenes afroamericanas fueron forzadas a la esterilización en clínicas fundadas para control de natalidad. La razón por las que estas minorías son más fáciles de apuntar es a causa de los estigmas de gran difusión que les imponen, que hace que las personas crean que la mayoría de estas mujeres son incultas y analfabetas. Con frecuencia, las madres o las abuelas de las víctimas son incapaces de distinguir el cuadro que marcarían con una X, mientras dan su consentimiento para ocurra la esterilización.
La esterilización de un individuo es uno de los problemas principales detrás de los derechos reproductivos que están siendo ignorados por aquellos que creen que tienen el derecho de decidir si ciertas personas son aptas para tener hijos. Francis Oswald explica que la estabilidad mental y los defectos físicos que un individuo podría haber desempeñado un papel importante en los inicios de la esterilización forzada.
Los individuos tenían miedo de que estos defectos fueran hereditarios y querían poner fin a esa situación antes que la sociedad se convirtiera incompetente. Aunque existen numerosas operaciones que pueden hacer a uno estéril, la vasectomía en el hombre y la salpingectomía en la mujer se considera los menos radical. Ninguna operación se considera peligrosa. Oswald explica los métodos en los que se lleva a cabo tanto la vasectomía y la salpingectomía, con el fin de presentar los peligros que pueden o no hacer. Oswald explica cómo las leyes de los estados en los que se practica la esterilización varían. Numerosas disposiciones se han hecho tanto por Estados Unidos y por estados individuales para limitar el número de degenerados en este país. La creación de programas voluntarios como Planned Parenthood (presentó el uso de la abstinencia y anticonceptivos como forma de controlar el crecimiento de la población) se introdujeron para ayudar a las familias a controlar su tasa de natalidad.

### Razones
El sistema también se esfuerza en controlar la población de personas de color y activamente prevenir que se reproduzcan con el fin de detener la producción de más delincuentes. Se cree que limitando la reproducción entre gente de color disminuirá las posibilidades de que más niños criminales, pobres y no saludables nazcan en la sociedad. En el caso específico de la mujer latina, el personal de los hospitales las engañaba para que firmaran las formas de consentimiento de esterilización durante situaciones caóticas, como diciéndoles que eran formas para consentimiento de anestesia durante sus partos o cirugías de emergencia. Además, las formas solo se ofrecían en Inglés, por lo cual la gente que no lo hablaba no las podía entender. Algunos hospitales negaban el servicio a los indeseables a menos que se sometieran a la esterilización por ligadura de trompas.
En el caso californiano, Pueblo v. Johnson, se ve uno de los primeros ejemplos de la intervención estatal en la reproducción a través del sistema judicial. Darlene Johnson, una mujer afroamericana de veintisiete años de edad y madre soltera de cuatro hijos quien recibía beneficios sociales, fue declarada culpable de cargos de abuso de menores y fue presentada con dos opciones de condena: un año de prisión y tres años de libertad condicional, o cuatro meses en la cárcel seguidos por tres años de libertad condicional. La importancia de este caso es el uso judicial de la anticoncepción como una respuesta al problema de las madres, una categoría utilizada en el discurso político de las mujeres de color que son beneficiarias de asistencia social y las madres solteras. Además, la primera mujer que fue sometida a este uso de anticonceptivos obligatorios fue una mujer afroamericana con una gran familia, usando beneficios sociales, lo cual sigue la tendencia de la historia de la regulación de la maternidad.

## Efectos de la esterilización forzosa

### Ejemplos de otros países

#### Mujeres con VIH
En África, las mujeres VIH positivas son dirigidas a someterse a la esterilización forzada. Estas mujeres quedan condenadas al ostracismo por sus comunidades ya que ya no pueden dar a luz. Las que son víctimas deben decidir si van a ir o no al hospital para hacerse un examen de VIH, lo cual las pone en riesgo de ser esterilizados si se descubre que son positivas. Esto pone a la salud de muchas mujeres en África en peligro.

## Casos judiciales notables

### California
En 1978, diez mujeres de la clase trabajadora de origen mexicano presentaron una demanda colectiva federal contra el Hospital General del Condado de Los Ángeles en Madrigal v. Mulligan por la violación de sus derechos civiles y constitucionales de tener hijos por medio de la ligadura de trompas posparto sin sus consentimiento realizadas después de operaciones de cesárea, procedimientos que fueron financiados por las agencias federales y los programas de planificación familiar iniciados durante la guerra contra la pobreza. Aunque el caso se perdió, Madrigal v. Mulligan dio lugar a una cláusula solicitando que se deberían proporcionar formularios de consentimiento bilingües a los pacientes. Además, resultó en una aplicación más estricta de las regulaciones federales en el Hospital General del Condado, las cuales requerían que se explicara antes de pedir una firma para consentimiento que la declinación del consentimiento no resultaría en la terminación de las beneficios sociales y que se debería de aplicar un período de espera de setenta y dos horas entre un consentimiento y la operación.
El primer ejemplo de uso judicial de Norplant fue el caso de California, Pueblo v. Johnson. El acusado, Darlene Johnson, se declaró culpable de abuso de menores y aceptó Norplant como condición de su libertad condicional en lugar de una sentencia de prisión de siete años.
Otro ejemplo es el caso de Pueblo v. Gross en el que Bárbara y Ronald Bruto fueron condenados por abusar sexualmente de sus cuatro hijos y fueron sentenciados a diez años de prisión. Bárbara Bruto fue sometida a cirugía de ligadura de trompas con el fin de reducir su sentencia.

#### Norplant
El artículo Norplant: The New Scarlet Letter? se centra en el fenómeno creciente de los tribunales de prescripción Norplant, una forma de esterilización anticonceptiva, como una forma de sentencia punitiva y, a menudo, como condición para la salida condicional de la cárcel. El artículo utiliza a Hester Prynne (el personaje principal de la novela clásica de Nathaniel Hawthorne La letra escarlata) y su condena a llevar una carta de bordado A en su pecho, como una metáfora de la condena injusta de las mujeres condenadas a utilizar Norplant. La parcialidad del ensayo es que la imposición obligatoria e involuntaria de Norplant como una herramienta punitiva es un proceso defectuoso e inhumanos, incluso para los abusadores de niños. El artículo está de acuerdo con el sistema judicial, sin embargo, que el uso voluntario de Norplant es una condición válida para la reducción de condena, ya que permite a la persona condenada a elegir por sí misma si quiere someterse a la esterilización o no. El artículo concluye con la afirmación de que la imposición de Norplant es una violación del derecho fundamental a procrear, por lo que es gravemente perjudicial para los derechos y libertades de las mujeres reproductivas en este país.

### Oklahoma
El caso Skinner v. Oklahoma de 1942, que involucra al ladrón convicto, Jack T. Skinner, fue un hito en la historia de la esterilización forzada, ya que dictaminó que la esterilización obligatoria no puede ser impuesta como un delito, Esto era en oposición a la Ley de Esterilización Habitual Criminal de 1935, la cual permitía la esterilización obligatoria contra personas condenadas por dos o más delitos graves, ya que la criminalidad se consideraba hereditaria en ese entonces.  La Corte Suprema dictaminó que esta forma de castigo violaba la cláusula de Igualdad de Protección de la Enmienda decimocuarta, y que por lo tanto era inconstitucional restringir la capacidad reproductiva de un individuo, citando las repercusiones demográficas potencialmente dañinas de la esterilización masiva. Mientras Skinner v. Oklahoma se considera como un paso adelante en la eliminación de la esterilización obligatoria, solo pone fin al uso de la esterilización punitiva. Las esterilizaciones igualmente extensas de las personas con discapacidades mentales e institucionalizadas no fueron abordadas por la decisión de la corte y no se vieron afectadas.

### Carolina del Norte
Un caso importante en la historia de la esterilización obligatoria de los enfermos mentales es el de la Asociación de Carolina del Norte para los Niños Retrasados v. Carolina del Norte en 1976, que sostuvo la esterilización obligatoria de las personas consideradas como propensas a tener hijos con enfermedades graves físicas, mentales o de los nervios o deficiencias.  Este juicio expuso las implicaciones morales de la eugenesia, ya que apoya la exterminación indirecta de los discapacitados mentales.

## Debate legal
La esterilización ha sido un tema controvertido durante mucho tiempo en los Estados Unidos Hasta los 1970s, los estados tenían el derecho de decidir a cuales mujeres se les permitiría el procedimiento y cuales no eran elegibles. Esta estrategia resultó represiva, tanto para las mujeres que desean convertirse en esterilizadas y no se les concede el derecho, como para las mujeres que no tenían más remedio que ser esterilizadas. En ese momento, como en la actualidad, la esterilización es una forma de control anticonceptivo deseada por algunas mujeres. Sin embargo, hasta la década de 1960, era ilegal que las mujeres se esterilizaran por razones distintas a la eugenesia, lo cual significa que era ilegal usar la esterilización como método anticonceptivo. Esto previno que mujeres con razones legítimas para la esterilización recibieran el procedimiento. También, la mayoría de las mujeres que se sometieron al procedimiento lo recibieron no por razones de anticoncepción ni no por elección.
Además, tanto la esterilización obligatoria como la coercitiva se han convertido en una cuestión de inconstitucionalidad debido a que algunos sostienen que se viola el derecho a procrear de un individuo. En 1972 Eisenstadt vs Baird establecieron el precedente: 

Si el derecho a la privacidad significa algo, es el derecho del individuo, casado o soltero, de estar libres de injustificada intromisión del gobierno en los asuntos que afectan tan fundamentalmente a una persona como la decisión de tener o engendrar un niño.

Sin embargo, la esterilización se sigue utilizando en la sentencia judicial, tanto para hombres y mujeres en los casos de abuso y/o abandono, abuso de drogas y otras actividades criminales. La relación entre los derechos reproductivos y la esterilización también es visible en los hospitales, donde los médicos han sido documentados ordenando a mujeres, es decir, las mujeres de bajos ingresos y de color, de dar su consentimiento a la esterilización. De lo contrario, no les disponen los servicios de maternidad.

### Provida y proelección
Algunos autores, como Andrea Smith, argumentan que la provida versus el paradigma de proelección para la comprensión de los derechos reproductivos hace caso omiso de las mujeres de color, las mujeres pobres, las mujeres con discapacidad y las mujeres de otras comunidades marginadas. Provida frente al paradigma a favor del aborto, ella explica, desvía las verdaderas intenciones de los superiores blancos que quieren mantener el control de la sociedad. Smith cree que a pesar de que la pro-elección y provida abordan las preocupaciones de las mujeres de color, solo lo hacen hasta cierto punto. Porque al final ambas partes apoyan determinadas posiciones políticas y conducen a posiciones racistas y sexistas que no ayudan a las mujeres de color en ningún modo alguno. Smith sugiere que en lugar de esperar a ver quién gana la batalla entre provida o proelección, las activistas de mujeres de color en su lugar deberían estar desarrollando paradigmas alternativos para expresar su pensamiento de la justicia reproductiva y la crear ideas que realmente sirvan al propósito de sus necesidades y posiblemente dar lugar a algún tipo de cambio. Ella cree que para que un cambio comience y tenga éxito, las mujeres deben centrarse en el desarrollo de movimientos nacionales de las mujeres de color. Porque a pesar de que hay muchas organizaciones que se centran en las mujeres de color, muy pocos se centran en la incorporación de nuevas mujeres de color y entrenarlas para que se organicen en su propio nombre. Para que haya un cambio todas las mujeres de color tienen que unirse.

## Derechos reproductivos
Algunos autores señalan diferencias entre la esterilización masculina y femenina, y cómo los hombres fueron esterilizados por delitos sexuales graves y la homosexualidad, mientras que las mujeres fueron esterilizadas en un nivel 'común'. Además, argumentan que las nuevas tecnologías y la Depresión alimentan el aumento de la esterilización obligatoria de mujeres con el fin de impedir la reproducción de los que se consideran 'no aptos'. por ejemplo, Allison Carey hace declaraciones con respecto a la esterilización y su relación con la economía, tales como:

En línea con otros estudiosos, se argumenta que la esterilización femenina es un medio para regular las relaciones sexuales y la reproducción de los pobres, los discapacitados y las mujeres no anglosajones, dirigido especialmente las mujeres promiscuas jóvenes y madres solteras pobres y el estado de bienestar emergentes se formó y creó las mujeres como dependientes del estado. La dependencia al estado les quita aún más el derecho a controlar su sexualidad, sus cuerpos convirtiéndose en una comodidad pública a ser reguladas de acuerdo al interés público.